# 狹帶鈍塘鱧
狹帶鈍塘鱧（学名：Amblyeleotris stenotaeniata），为輻鰭魚綱鰕虎鱼目鰕虎亞目鰕虎魚科鈍塘鱧屬的其中一種。

## 分布
本魚分布於西太平洋區的新喀里多尼亞海域，棲息深度10-20公尺。

## 特徵
本魚嘴普通中等，顎骨延伸到在瞳孔的後緣與眼窩的後緣。第三個背棘長，尾鰭尖而長。身體灰黃褐色，腹側白色，在身體具有4條狹窄的紅褐色橫帶，在橫帶間隙的上半部有4個或5個小的深褐色的斑點，背鰭暗黃色有不規則的黑色邊藍色斑點; 一個鮮黃色的斑點末梢部地在被鑲邊的每個軟的背部薄膜上在藉著一個黑邊藍色弧之下;在基底的臀鰭有一條白色的條紋;尾鰭有藍色的鰭條，背鰭硬棘7枚;背鰭軟條13枚;臀鰭硬棘1枚;臀鰭軟條17枚。

## 生態
為底棲性魚類，生活於清澈水域的礁沙混合區，與槍蝦共生。